# Aneta Łabuda
Aneta Łabuda (født 7. januar 1995 i Żary, Polen) er en kvindelig polsk håndboldspiller som spiller for MKS Lublin og Polens kvindehåndboldlandshold.